# Yamatotettix nigrilineus
Yamatotettix nigrilineus – gatunek pluskwiaka z rodziny bezrąbkowatych i podrodziny Deltocephalinae.
Gatunek ten opisany został w 2003 roku przez Zi-Zhong Li i Ren-Huan Dai, którzy jako miejsce typowe wskazali Nantou.
Piewik o ciele długości od 3,8 do 4 mm. Ciemię szeroko z przodu zaokrąglone, opadające ku brzusznie spłaszczonej twarzy. Frontoclypeus szeroki. Ciemię, przedplecze i tarczka jasnożółte z dwoma poprzecznymi plamami barwy jasnoszarobrązowej. Środkiem przedplecza biegnie delikatna czarniawa linia. Przejrzyste, jasnoszarobrązowe, miejscami czarne przednie skrzydła wyposażone są jasne żyłki. Nasada edeagusa ustawiona pod kątem prostym. Walwy genitalne samca szeroko trójkątne.
Pluskwiak znany tylko z Tajwanu.